# Гу Хара
Гу Хара (кореј. 구하라; 3. јануар 1991 — 24. новембар 2019) била је јужнокорејска певачица и глумица. Била је чланица женске групе Кара. Године 2015. је објавила свој ЕП и тако започела соло каријеру, појављивала се у неколико филмова. Пронађена је мртва у свом дому 24. новембра 2019. године.